# فرانسوا سيمون (صحفي)
فرانسوا سيمون (بالفرنسية: François Simon)‏ هو ناقد الطعام وصحفي فرنسي، ولد في 22 مارس 1953 في سان نازير في فرنسا.